# 西川りおん
西川 りおん（にしかわ りおん、1989年5月18日 - ）は、日本の元AV女優。ギルフィー所属。

## 出演作品

### アダルトDVD
2013年
- 激・やりたい放題 1（6月21日、プレステージ）
- 抱きしめてフェラチオ（6月21日、OFFICE K’S）
- シロウトTV PREMIUM 11（6月21日）
- 爆乳×超絶ボディ！！（10月4日、クリスタル映像）
- 東京BUNNY NIGHT4（10月7日、BeFree）
- 地味子は隠れ巨乳 31（10月15日、バルタン）
- 同じ苗字の場合「オッパイの方の」が付く（10月25日、ケー・トライブ）

2014年
- 媚薬を塗られたデッサンモデル（3月28日、EROTICA）
- 大変態女 8時間50人30選!!（6月20日、クリスタル映像）

2015年
- 撮影現場のカメラの前でおしっこをするAV女優（9月3日、グローリークエスト）

2016年
- VS. 西川りおん（4月25日、デジタルアーク）